# Liste der atlantischen Kategorie-5-Hurrikane

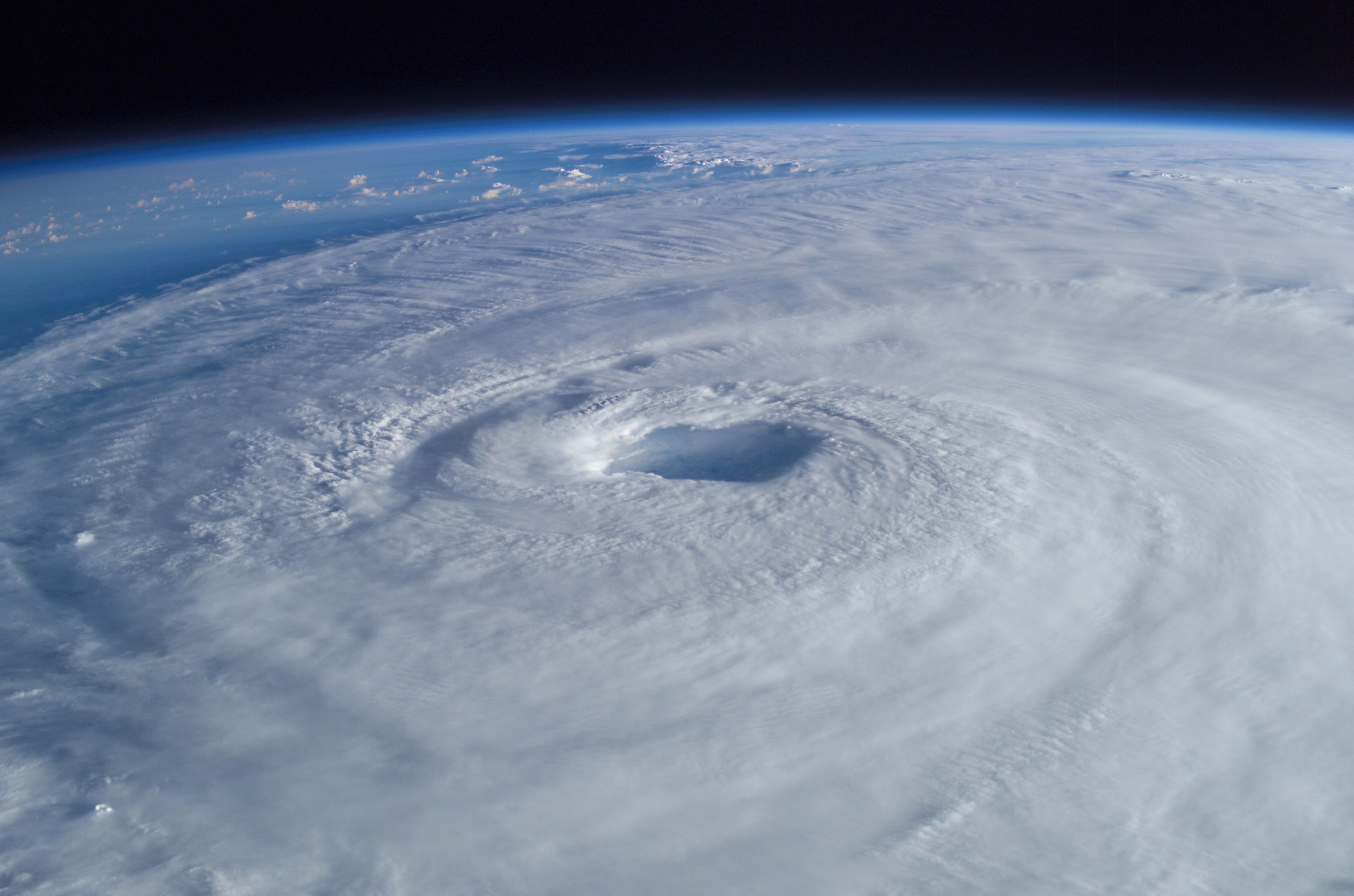
Blick auf Hurrikan Isabel aus dem Weltall

Diese Liste der atlantischen Kategorie-5-Hurrikane nennt alle Hurrikane im Atlantischen Ozean, die seit Beginn der systematischen Aufzeichnungen eine Intensität innerhalb der Kategorie 5 der Saffir-Simpson-Hurrikan-Windskala erreicht haben. Ein Hurrikan der Kategorie fünf – der höchsten Stufe dieser Skala – verursacht die schwersten Schäden. Im statistischen Durchschnitt tritt ein solcher Sturm einmal innerhalb von drei Jahren auf. In nur acht Hurrikansaisons – 1932, 1933, 1961, 2005, 2007, 2017, 2019 und 2024  – wurde mehr als ein solcher Sturm verzeichnet. Nur 2005 bildeten sich mehr als zwei Hurrikane dieser Stärke, und nur 2007 gelangte mehr als ein Kategorie-5-Hurrikan in dieser Stärke über Land.

## Statistik
Ein Hurrikan, der in die Kategorie fünf eingestuft wird, erreicht andauernde Windgeschwindigkeiten von mehr als 135 Knoten (251 km/h). Unter dem Begriff andauernde Windgeschwindigkeit versteht man im Verantwortungsbereich des National Hurricane Centers die durchschnittliche Windgeschwindigkeit, die zehn Meter über dem Boden innerhalb der Zeitspanne von einer Minute gemessen wird. In Böen erreicht ein Hurrikan kurzfristig bis zu 50 Prozent höhere Windgeschwindigkeiten. Weil ein Hurrikan üblicherweise ein sich bewegendes System ist, ist das Windfeld asymmetrisch; die stärksten Winde treten auf der Nordhalbkugel in Zugrichtung rechts vom Zentrum auf. Die in Sturmwarnungen genannten Windgeschwindigkeiten sind die der rechten Seite.
Zwischen 1924 und 2007 wurden 32 Hurrikane beobachtet, die Kategorie fünf erreichten. Vor 1924 gibt es offiziell keine Hurrikane mit dieser Einstufung. Zwar kann man annehmen, dass es über dem offenen Wasser früher Hurrikane solcher Intensität gab, solche Werte wurden jedoch nicht gemessen. Das Anemometer, mit dem die Windgeschwindigkeiten gemessen werden, wurde 1846 erfunden. Allerdings wurden bei schweren Stürmen diese Messgeräte oftmals davongeblasen, sodass die Spitzengeschwindigkeit nicht aufgezeichnet werden konnte. Als beispielsweise der Great Beaufort Hurricane 1879 North Carolina traf, wurde das Windmessgerät davongetragen, als es gerade 220 km pro Stunde anzeigte.
Durch die Meteorologen erfolgt eine Neubewertung vergangener Messwerte, die dazu führen kann, dass Hurrikane auf- oder abgestuft werden, die derzeit als Hurrikane der Kategorie vier oder fünf eingestuft sind. Beispielsweise ist der Santa-Ana-Hurrikan ein möglicher Kandidat eines Hurrikans, der die stärkste Kategorie erreicht hat. Außerdem können bei paläotempestologische Nachforschungen durch den Vergleich von Sedimenten aufgrund heutiger und vergangener Hurrikanereignisse schwere Hurrikane identifiziert werden. Auf diese Weise weiß man, dass in der Zeit vor 1500 ein deutlich stärkerer Hurrikan als Hurrikan Hattie (Kategorie 5) das Gebiet des heutigen Belize getroffen hat.
Das Jahrzehnt mit den meisten Hurrikanen in der Kategorie fünf sind die 2000er, damals erreichten acht Hurrikane diese Stärke: Hurrikan Isabel (2003), Hurrikan Ivan (2004), Hurrikan Emily (2005), Hurrikan Katrina (2005), Hurrikan Rita (2005), Hurrikan Wilma (2005), Hurrikan Dean (2007) und Hurrikan Felix (2007). Die meisten Saisons hintereinander mit mindestens einem beobachteten Kategorie-5-Hurrikan sind die vier Saisons von 2016 bis 2019.

## Liste in chronologischer Reihenfolge

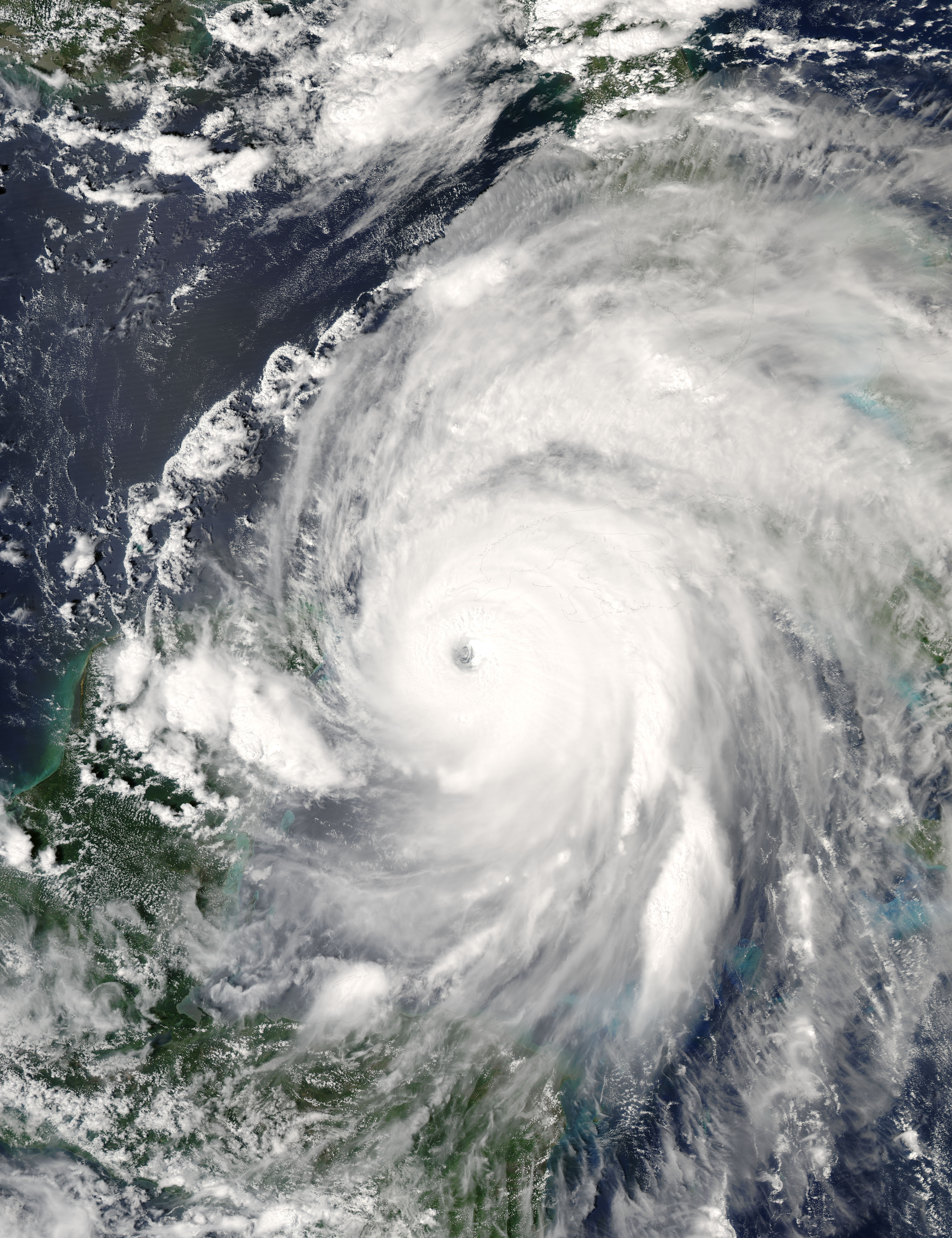
Hurrikan Ivan als Kategorie-5-Hurrikan

Die nachfolgende Aufstellung nennt alle Hurrikane, welche die Kategorie 5 erreicht haben, in chronologischer Reihenfolge.
Vor dem Aufkommen verlässlicher geostationärer Wettersatelliten im Jahr 1966 wurde die Zahl der tropischen Wirbelstürme im Atlantischen Ozean unterschätzt. Es ist also gut möglich, dass es weitere Kategorie-5-Hurrikane gab, als die hier genannten – sie wurden jedoch nicht beobachtet.
Die angegebenen Windgeschwindigkeiten sind ausgehend von den Messungen in Knoten auf fünf Einheiten gerundet. Viele der älteren Messungen sind nicht zuverlässig, weil die Messeinrichtungen häufig durch die Bedingungen während eines Kategorie-5-Wirbelsturmes zerstört oder beschädigt wurden.
Irma war im Jahr 2017 der bislang erste atlantische Hurrikan, der eine andauernde Windgeschwindigkeit von 295 km/h für 37 Stunden erreicht hat.
| Name             | Saison | Max. einminütige Windgeschwindigkeit | Max. einminütige Windgeschwindigkeit |        |
| Name             | Saison | Knoten (gerundet)                    | Kilometer pro Stunde                 |        |
| 1920er           | 1920er | 1920er                               | 1920er                               | 1920er |
| ---------------- | ------ | ------------------------------------ | ------------------------------------ | ------ |
| Kuba             | 1924   | 145                                  | 270                                  |        |
| Okeechobee       | 1928   | 140                                  | 260                                  |        |
| 1930er           |        |                                      |                                      |        |
| Bahamas          | 1932   | 140                                  | 260                                  |        |
| Kuba             | 1932   | 175                                  | 280                                  |        |
| Kuba–Brownsville | 1933   | 160                                  | 260                                  |        |
| Tampico          | 1933   | 160                                  | 260                                  |        |
| Labor Day        | 1935   | 140                                  | 260                                  |        |
| New England      | 1938   | 140                                  | 260                                  |        |
| 1940er           |        |                                      |                                      |        |
| 1950er           |        |                                      |                                      |        |
| Carol            | 1953   | 160                                  | 260                                  |        |
| Janet            | 1955   | 150                                  | 280                                  |        |
| 1960er           |        |                                      |                                      |        |
| Carla            | 1961   | 150                                  | 280                                  |        |
| Hattie           | 1961   | 140                                  | 260                                  |        |
| Beulah           | 1967   | 140                                  | 260                                  |        |
| Camille          | 1969   | 150                                  | 280                                  |        |
| 1970er           |        |                                      |                                      |        |
| Edith            | 1971   | 140                                  | 260                                  |        |
| Anita            | 1977   | 150                                  | 280                                  |        |
| David            | 1979   | 150                                  | 280                                  |        |
| 1980er           |        |                                      |                                      |        |
| Allen            | 1980   | 165                                  | 305                                  |        |
| Gilbert          | 1988   | 160                                  | 295                                  |        |
| Hugo             | 1989   | 140                                  | 260                                  |        |
| 1990er           |        |                                      |                                      |        |
| Andrew           | 1992   | 150                                  | 280                                  |        |
| Mitch            | 1998   | 155                                  | 285                                  |        |
| 2000er           |        |                                      |                                      |        |
| Isabel           | 2003   | 145                                  | 270                                  |        |
| Ivan             | 2004   | 145                                  | 270                                  |        |
| Emily            | 2005   | 140                                  | 260                                  |        |
| Katrina          | 2005   | 150                                  | 280                                  |        |
| Rita             | 2005   | 155                                  | 285                                  |        |
| Wilma            | 2005   | 160                                  | 295                                  |        |
| Dean             | 2007   | 150                                  | 280                                  |        |
| Felix            | 2007   | 150                                  | 280                                  |        |
| 2010er           |        |                                      |                                      |        |
| Matthew          | 2016   | 140                                  | 260                                  |        |
| Irma             | 2017   | 160                                  | 295                                  |        |
| Maria            | 2017   | 150                                  | 280                                  |        |
| Michael          | 2018   | 140                                  | 260                                  |        |
| Dorian           | 2019   | 160                                  | 295                                  |        |
| Lorenzo          | 2019   | 140                                  | 260                                  |        |
| 2020er           |        |                                      |                                      |        |
| Ian              | 2022   | 140                                  | 260                                  |        |
| Lee              | 2023   | 145                                  | 270                                  |        |
| Beryl            | 2024   | 145                                  | 270                                  |        |
| Milton           | 2024   | 150                                  | 285                                  |        |
| Erin             | 2025   | 140                                  | 260                                  |        |

## Sortierung nach dem Datum in der Saison

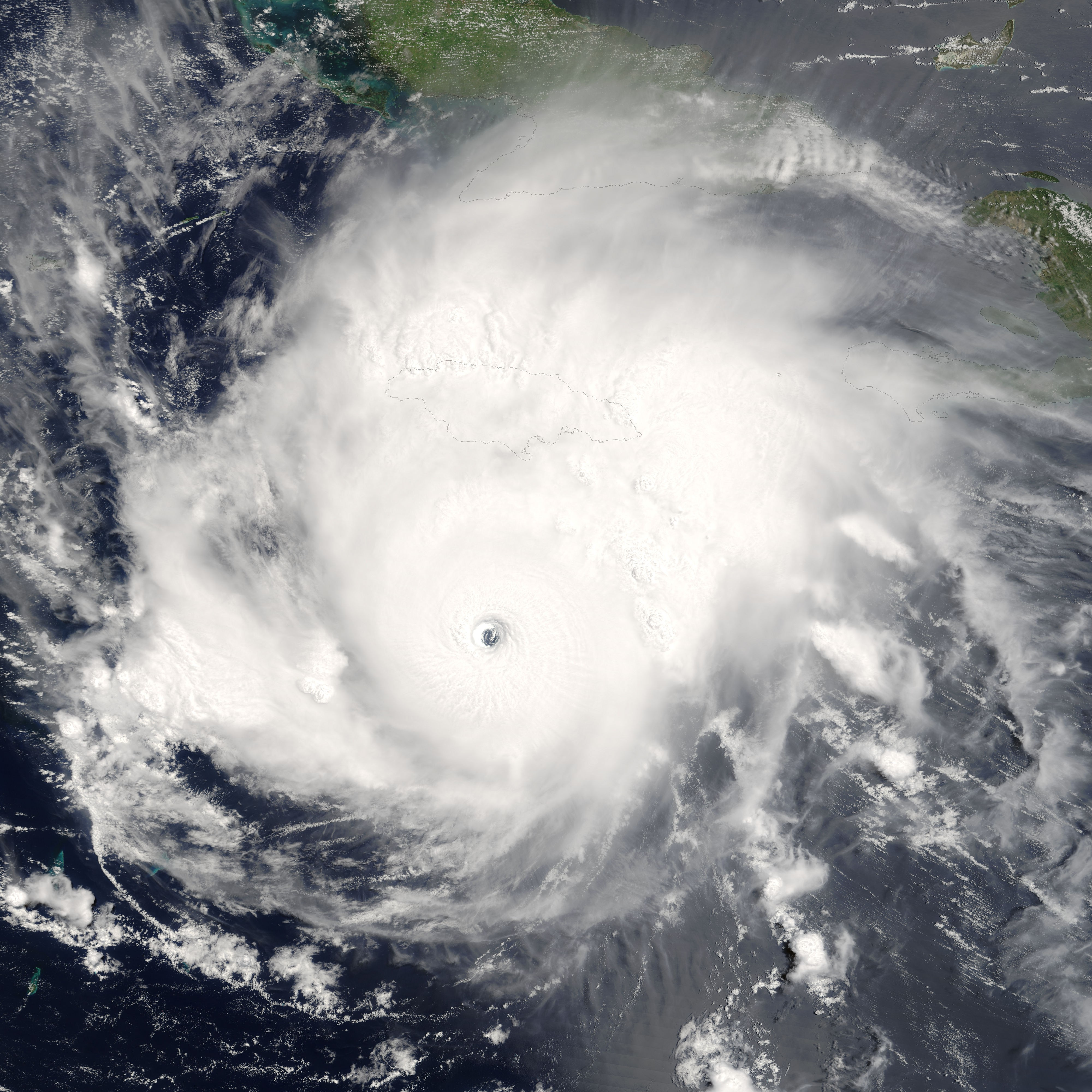
Hurrikan Emily ist der jahreszeitlich zweitfrüheste Kategorie-5-Hurrikan

Kategorie-5-Hurrikane wurden bislang in jedem Monat zwischen Juli und Oktober beobachtet. Die früheste Bildung eines Kategorie-5-Hurrikans war die Entstehung von Hurrikan Beryl  am 1. Juli 2024 und die späteste von Hurrikan Hattie am 30. Oktober 1960. Die Hurrikane Beryl, Allen, Gilbert und Wilma waren die Hurrikane mit der größten Intensität in dem jeweiligen Monat.
Neun Hurrikane im atlantischen Becken – Allen, Andrew, Camille Dean, Isabel, Ivan, Dean, Felix, Irma und Maria – erreichten die höchste Kategorie mehr als einmal, d. h. sie schwächten sich nach dem Erreichen der Kategorie 5 in die Kategorie 4 ab und erreichten nach einer erneuten Intensivierung nochmals die Kategorie 5. Von diesen sieben schafften es die Hurrikane Allen, Isabel und Ivan jeweils dreimal in die höchste Stufe der Saffir-Simpson-Hurrikan-Windskala, Andrew, Camille, Dean, Felix und Maria gelang dies zweimal. Hurrikan Allen hält den Rekord für die längste Zeit in der Kategorie 5 insgesamt, während Hurrikan Irma den Rekord für die längste zusammenhängende Zeit in der Kategorie 5 hält.
| Name            | Datum des Erreichens (UTC)  | Datum des Verlusts (UTC)    | Dauer in der Kategorie-5 (gesamt) | Jahr |
| --------------- | --------------------------- | --------------------------- | --------------------------------- | ---- |
| Beryl           | 1. Juli                     | 2. Juli                     | 015 Stunden                       | 2024 |
| Emily           | 17. Juli                    | 17. Juli                    | 06 Stunden                        | 2005 |
| Allen           | 05. August                  | 06. August                  | 72 Stunden                        | 1980 |
| Allen           | 07. August                  | 08. August                  | 72 Stunden                        | 1980 |
| Allen           | 09. August                  | 09. August                  | 72 Stunden                        | 1980 |
| Cleo            | 16. August                  | 16. August                  | 06 Stunden                        | 1958 |
| Erin            | 16. August                  | 16. August                  | noch aktiv                        | 2025 |
| Camille         | 17. August 18. August       | 17. August 18. August       | 30 Stunden                        | 1967 |
| Dean            | 18. August                  | 18. August                  | 24 Stunden                        | 2007 |
| Dean            | 21. August                  | 21. August                  | 24 Stunden                        | 2007 |
| Andrew          | 23. August                  | 23. August                  | 16 Stunden                        | 1992 |
| Andrew          | 24. August                  | 24. August                  | 16 Stunden                        | 1992 |
| Katrina         | 28. August                  | 29. August                  | 18 Stunden                        | 2005 |
| David           | 30. August                  | 31. August                  | 42 Stunden                        | 1979 |
| Anita           | 02. September               | 02. September               | 12 Stunden                        | 1977 |
| Labor Day       | 03. September               | 03. September               | 06 Stunden                        | 1935 |
| Felix           | 03. September               | 03. September               | 24 Stunden                        | 2007 |
| Felix           | 04. September               | 04. September               | 24 Stunden                        | 2007 |
| Donna           | 04. September               | 04. September               | 12 Stunden                        | 1960 |
| Dog             | 05. September               | 07. September               | 60 Stunden                        | 1950 |
| Bahamas         | 05. September               | 06. September               | 24 Stunden                        | 1932 |
| Irma            | 05. September               | 08. September               | 75 Stunden                        | 2017 |
| Irma            | 09. September               | 09. September               | 75 Stunden                        | 2017 |
| Easy            | 07. September               | 08. September               | 18 Stunden                        | 1951 |
| Lee             | 08. September               | 08. September               | 12 Stunden                        | 2023 |
| Ivan            | 09. September               | 09. September               | 60 Stunden                        | 2004 |
| Ivan            | 11. September               | 11. September               | 60 Stunden                        | 2004 |
| Ivan            | 13. September               | 14. September               | 60 Stunden                        | 2004 |
| Edith           | 09. September               | 09. September               | 06 Stunden                        | 1971 |
| Carla           | 11. September               | 11. September               | 18 Stunden                        | 1961 |
| Isabel          | 11. September               | 12. September               | 42 Stunden                        | 2003 |
| Isabel          | 13. September               | 13. September               | 42 Stunden                        | 2003 |
| Isabel          | 14. September               | 14. September               | 42 Stunden                        | 2003 |
| Okeechobee      | 13. September               | 14. September               | 12 Stunden                        | 1928 |
| Gilbert         | 13. September               | 14. September               | 24 Stunden                        | 1988 |
| Ethel           | 15. September               | 15. September               | 06 Stunden                        | 1960 |
| Hugo            | 15. September               | 15. September               | 06 Stunden                        | 1989 |
| Fort Lauderdale | 16. September               | 17. September               | 30 Stunden                        | 1947 |
| Maria           | 18. September 19. September | 18. September 20. September | 30 Stunden                        | 2017 |
| New England     | 19. September               | 20. September               | 18 Stunden                        | 1938 |
| Beulah          | 20. September               | 20. September               | 18 Stunden                        | 1967 |
| Rita            | 21. September               | 22. September               | 24 Stunden                        | 2005 |
| Janet           | 27. September               | 28. September               | 18 Stunden                        | 1967 |
| Ian             | 28. September               | 28. September               | 6 Stunden                         | 2022 |
| Lorenzo         | 29. September               | 29. September               | 3 Stunden                         | 2019 |
| Matthew         | 30. September               | 01. Oktober                 | 06 Stunden                        | 2016 |
| Milton          | 07. Oktober                 | 08. Oktober                 | 29 Stunden                        | 2024 |
| Milton          | 08. Oktober                 | 09. Oktober                 | 29 Stunden                        | 2024 |
| Michael         | 07. Oktober                 | 11. Oktober                 | 1 Stunde                          | 2018 |
| Wilma           | 19. Oktober                 | 19. Oktober                 | 18 Stunden                        | 2005 |
| Kuba            | 19. Oktober                 | 19. Oktober                 | 12 Stunden                        | 1924 |
| Mitch           | 26. Oktober                 | 28. Oktober                 | 42 Stunden                        | 1998 |
| Hattie          | 30. Oktober                 | 31. Oktober                 | 18 Stunden                        | 1961 |

## Aufstellung nach dem niedrigsten Luftdruck
| Name            | hPa (mbar) |
| --------------- | ---------- |
| Wilma           | 882        |
| Gilbert         | 888        |
| Labor Day       | ≤892       |
| Rita            | 895        |
| Milton          | 897        |
| Allen           | 899        |
| Katrina         | 902        |
| Camille         | ≤905       |
| Mitch           | 905        |
| Dean            | 905        |
| Maria           | 908        |
| Dorian          | 910        |
| Cuba            | 910        |
| Ivan            | 910        |
| Janet           | ≤914       |
| Irma            | 914        |
| Isabel          | 915        |
| Erin            | 915        |
| Hugo            | 918        |
| Michael         | 919        |
| Hattie          | ≤920       |
| Andrew          | 922        |
| Beulah          | 923        |
| David           | 924        |
| Anita           | 926        |
| Lee             | 926        |
| Okeechobee      | ≤929       |
| Emily           | 929        |
| Felix           | 929        |
| Carla           | 931        |
| Bahamas         | ≤931       |
| Donna           | ≤932       |
| Beryl           | 934        |
| Matthew         | 934        |
| Ian             | 937        |
| New England     | ≤938       |
| Fort Lauderdale | ≤940       |
| Edith           | ≤943       |
| Cleo            | ≤948       |
| Easy            | ≤957       |
| Dog             | ≤979       |
| Ethel           | ≤981       |

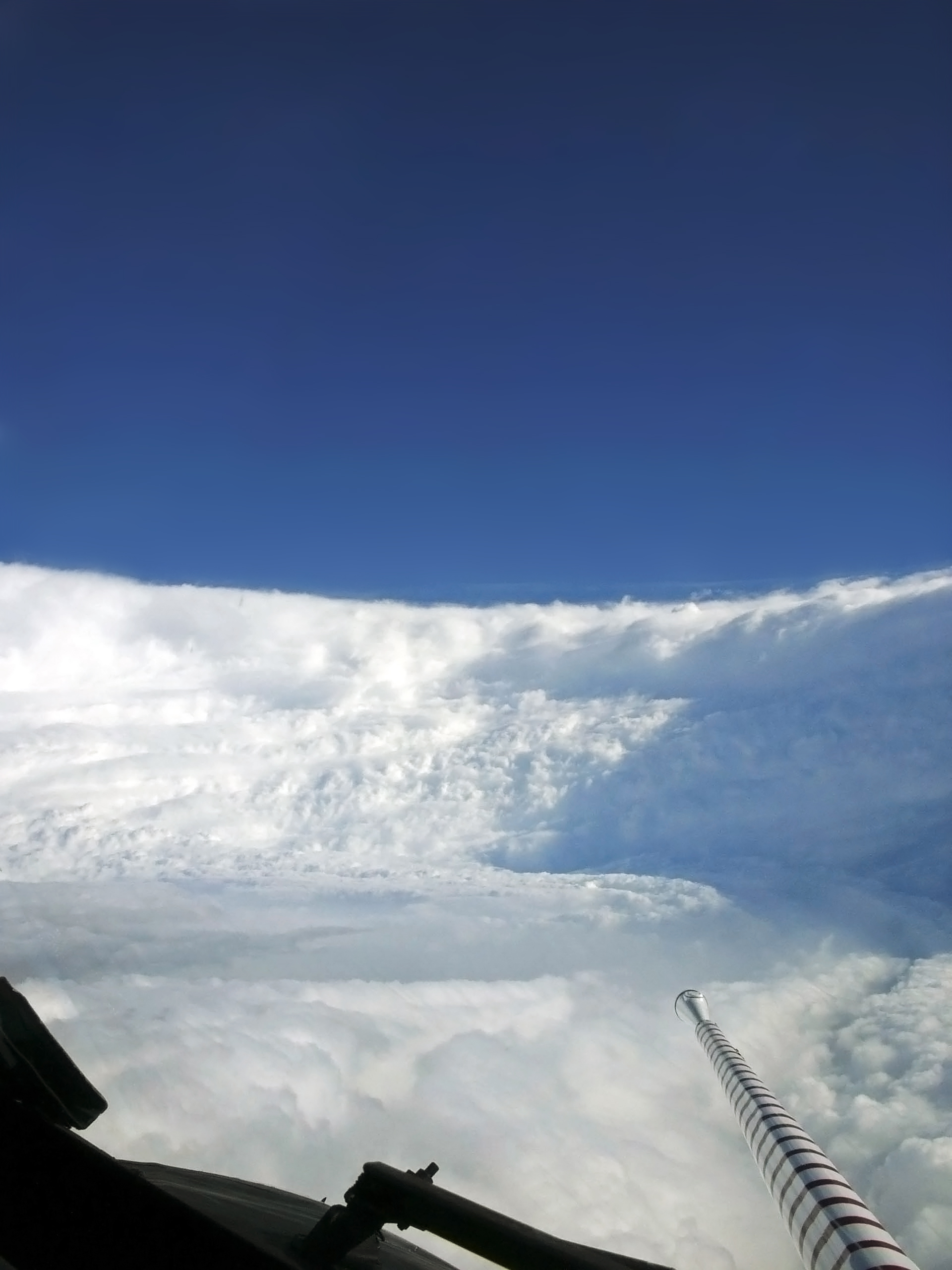
Das Auge von Hurrikan Katrina in einer Aufnahme von einem Hurricane Hunter

Der minimale Luftdruck der chronologisch jüngeren Sturmereignisse wurde durch von Aufklärungsflugzeugen abgesetzte Sonde gemessen oder aufgrund von Satellitenbildern mithilfe der Dvorak-Technik bestimmt. Für frühere Stürme sind die Messungen oftmals unvollständig. Sie stammen ausschließlich von Messungen durch fahrende Schiffe, Wetterstationen an Land oder von Flugzeugen. Diese Methoden können keine konstanten Messergebnisse liefern. Oft stammen solche Messungen aus Randgebieten eines Hurrikans. So ist in einigen Fällen der angegebene bekannt niedrigste Luftdruck eines Systems unrealistisch hoch für einen Hurrikan der Kategorie 5.
Luftdruckmessungen passen auch nicht unbedingt zu den Windmessungen. Die Windgeschwindigkeit eines Sturmes ist sowohl von der Größe eines Wirbelsturms abhängig, als auch davon, wie schnell der Luftdruck bei der Annäherung des Zentrums fällt. Demzufolge erzeugt ein Hurrikan in einer Umgebung mit höherem Luftdruck höhere Windgeschwindigkeiten als ein Hurrikan, der sich innerhalb einer Umgebung mit niedrigerem Luftdruck bewegt, selbst wenn der zentrale Luftdruck identisch ist.
Der intensivste Hurrikan, der nicht die Kategorie 5 erreichte, war Hurrikan Opal (1995) mit einem minimalen Luftdruck von 916 hPa (mbar). Er hatte somit einen niedrigeren Luftdruck als einige Kategorie-5-Hurrikane, etwa Hurrikan Andrew.

## Klimatologie

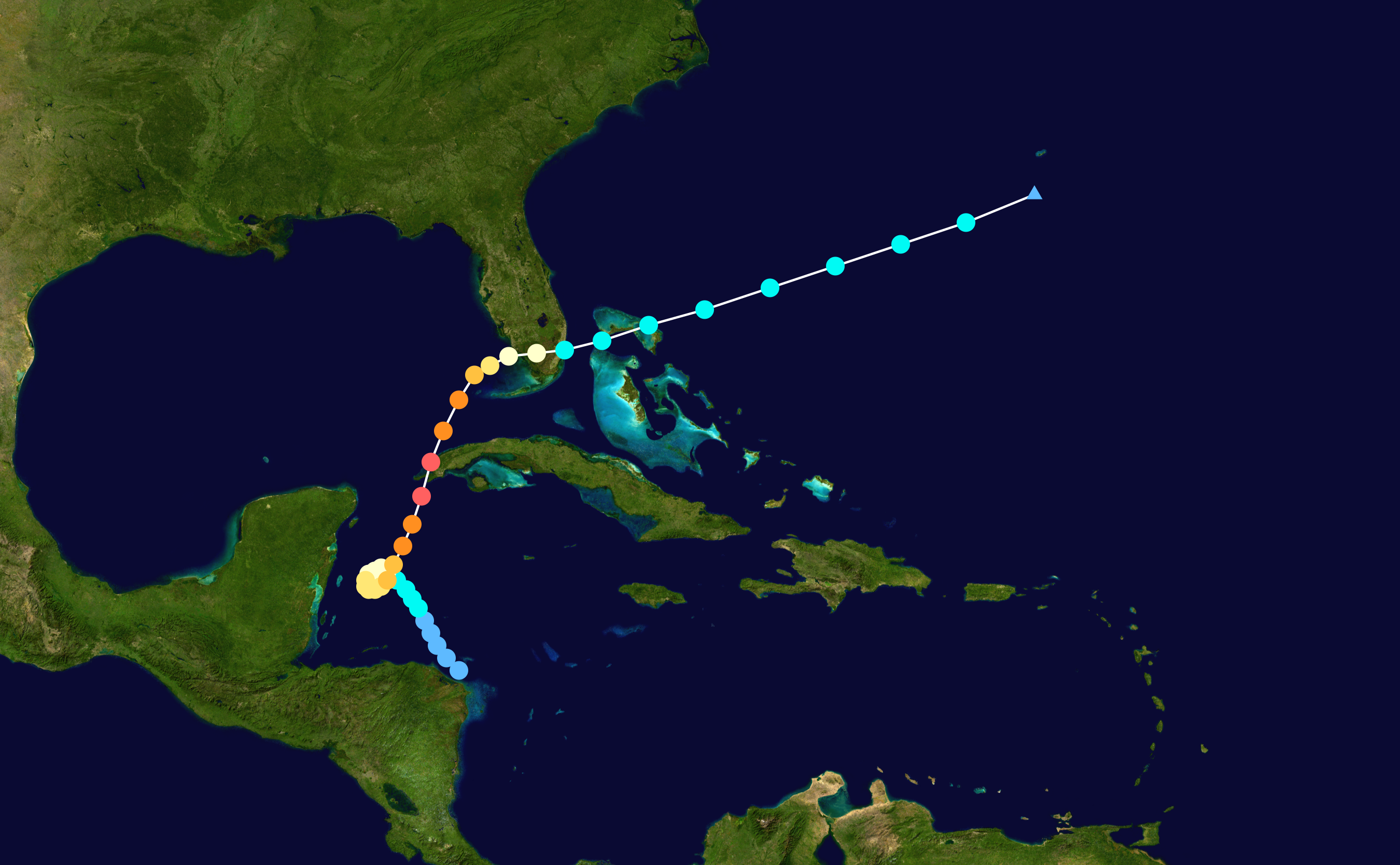
Ein Kategorie-5-Hurrikan traf Kuba im Oktober 1924.

Die Kategorie-5-Hurrikane im Juli und August erreichten ihre hohen Intensitäten sowohl im Golf von Mexiko als auch im Karibischen Meer. Diese Seegebiete sind für die Zyklonentwicklung in diesen Monaten besonders geeignet.
Die meisten Kategorie-5-Hurrikane wurden im Monat September aufgezeichnet. Diese Häufung fällt mit dem klimatologischen Höhepunkt der Hurrikansaison im Atlantik Anfang September zusammen. Diese Kategorie-5-Hurrikane erreichen diese Intensität sowohl im Golf von Mexiko und der Karibik als auch auf dem offenen Atlantischen Ozean. Viele dieser Hurrikane entsprechen dem Kapverden-Typ, die ihre Stärke durch die Weite des offenen Meeres aufbauen oder es handelt sich um sogenannte „bahama buster“, die sich über dem warmen Wasser des Golfstroms intensivieren.
Alle fünf Kategorie-5-Hurrikane im Oktober erreichten diese Intensität in der westlichen Karibik, wo der Schwerpunkt der Aktivität gegen Ende der atlantischen Hurrikansaison liegt. Dies hängt mit der Klimatologie der Region zusammen, weil hier zu diesem Zeitpunkt manchmal ein Antizyklon in der Höhe besteht, der in Kombination mit den warmen Wassertemperaturen die rapide Intensivierung eines Systems begünstigt.
In den Monaten Juni und November sowie den Monaten außerhalb der offiziellen Hurrikansaison wurden bislang keine Hurrikane in dieser Stärke beobachtet.

## Aufstellung mit der Intensität beim Landfall

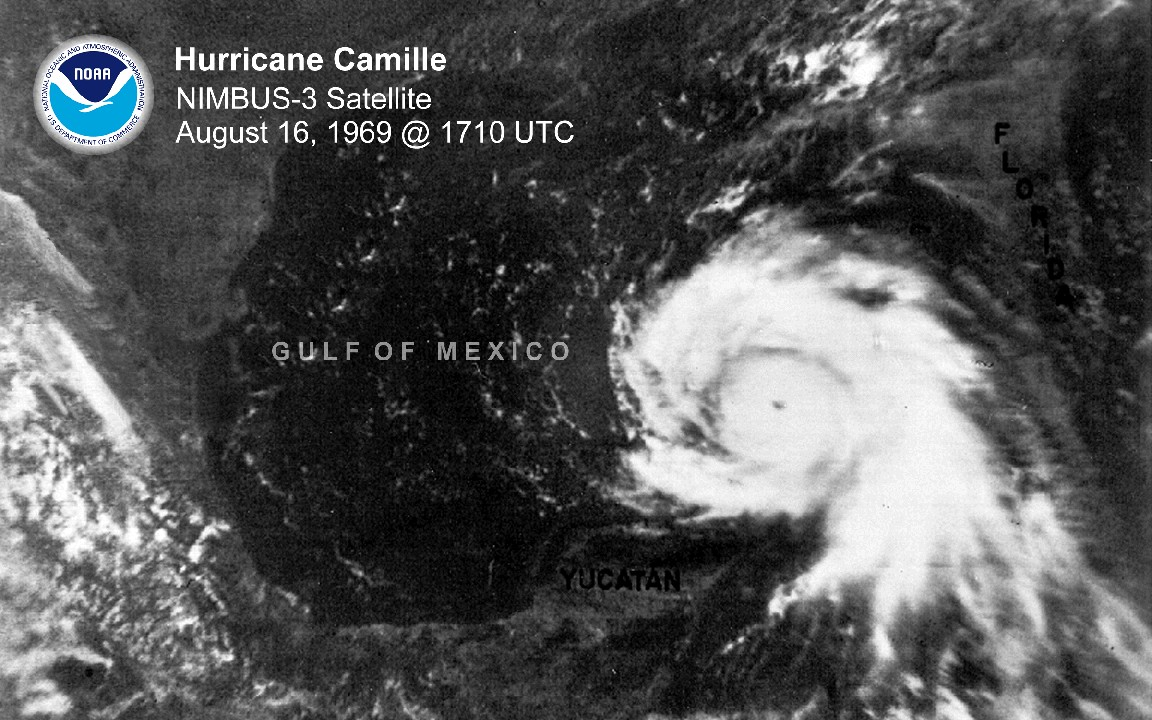
Hurrikan Camille gelangte als Kategorie-5-Hurrikan über Land

Mit Ausnahme der Hurrikane Dog, Easy und Cleo gelangten alle atlantischen Kategorie-5-Hurrikane irgendwo über das Festland. Die meisten davon in der Karibik und im Golf von Mexiko, wo im Gegensatz zum östlichen Pazifischen Ozean die übliche Wetterlage die Stürme nicht vom Festland wegtreibt. Dreizehn dieser Stürme überquerten die Küstenlinie, als sie in der höchsten Kategorie eingestuft waren.
Viele dieser Systeme haben sich kurz vor dem Übergang auf Land abgeschwächt. Dies kann verursacht werden durch die trockene Luft in Landnähe, flacheres oder kühleres Wasser sowie durch die Wechselwirkungen durch das Land.
Nur in den Hurrikansaisons 2007 und 2017 hat im Atlantik mehr als ein Hurrikan in der Kategorie 5 irgendeine Küstenlinie überquert.
Die Aufstellung nennt die Hurrikane in chronologischer Reihenfolge und gibt die Staaten oder in den Vereinigten Staaten die Bundesstaaten an, in denen das Sturmzentrum die Küstenlinie überquerte. Weil die Hurrikane Dog, Easy und Cleo nicht direkt über Land gelangten, sind sie in dieser Aufstellung nicht enthalten. Lee traf erst als außertropisches System auf Nova Scotia und ist deshalb ebenfalls nicht aufgeführt.
| Name            | Landfall-Intensität                                                                                     | Landfall-Intensität                        | Landfall-Intensität       | Landfall-Intensität                      | Landfall-Intensität       | Landfall-Intensität          | Landfall-Intensität | Landfall-Intensität |
| Name            | Kategorie 5                                                                                             | Kategorie 4                                | Kategorie 3               | Kategorie 2                              | Kategorie 1               | Tropischer Sturm             | Saison              |                     |
| --------------- | --- | ------------------------------------------ | ------------------------- | ---------------------------------------- | ------------------------- | ---------------------------- | ------------------- | ------------------- |
| Kuba            | Kuba |                                            |                           |                                          | Florida                   | Bahamas                      | 1924                |                     |
| Okeechobee      | Puerto Rico                                                                                             | Bahamas und Florida                        |                           |                                          |                           |                              | 1928                |                     |
| Bahamas         | Bahamas                                                                                                 |                                            |                           |                                          |                           |                              | 1932                |                     |
| Labor Day       | Florida Keys                                                                                            |                                            |                           | Nordwest-Florida                         | Bahamas                   |                              | 1935                |                     |
| New England     | |                                            | New York und Connecticut  |                                          |                           |                              | 1938                |                     |
| Fort Lauderdale | Bahamas                                                                                                 | Florida                                    | Louisiana                 |                                          |                           |                              | 1947                |                     |
| Janet           | Halbinsel Yucatán                                                                                       |                                            |                           | Festland Mexikos                         |                           |                              | 1955                |                     |
| Donna           | | Bahamas und Florida                        |                           | North Carolina, New York und Connecticut |                           |                              | 1960                |                     |
| Ethel           | |                                            |                           |                                          |                           | Mississippi                  | 1960                |                     |
| Carla           | | Texas                                      |                           |                                          |                           |                              | 1961                |                     |
| Hattie          | | Belize                                     |                           |                                          | Mexiko                    |                              | 1961                |                     |
| Beulah          | |                                            | Texas                     | Halbinsel Yucatán                        |                           |                              | 1967                |                     |
| Camille         | Mississippi                                                                                             |                                            |                           | Kuba                                     |                           |                              | 1969                |                     |
| Edith           | Nicaragua                                                                                               |                                            |                           |                                          | Louisiana                 | Britisch-Honduras und Mexiko | 1971                |                     |
| Anita           | | Mexiko                                     |                           |                                          |                           |                              | 1977                |                     |
| David           | Hispaniola                                                                                              | Dominica                                   |                           | Florida                                  | Kuba, Bahamas und Georgia |                              | 1979                |                     |
| Allen           | |                                            | Texas                     |                                          |                           |                              | 1980                |                     |
| Gilbert         | Mexiko                                                                                                  | Jamaika                                    | Mexiko                    |                                          |                           |                              | 1988                |                     |
| Hugo            | | Guadeloupe, Saint Croix und South Carolina | Puerto Rico               |                                          |                           |                              | 1989                |                     |
| Andrew          | Eleuthera und Florida                                                                                   | Berry Islands                              | Louisiana                 |                                          |                           |                              | 1992                |                     |
| Mitch           | |                                            |                           |                                          | Honduras                  | Mexiko und Florida           | 1998                |                     |
| Isabel          | |                                            |                           | North Carolina                           |                           |                              | 2003                |                     |
| Ivan            | | Florida                                    | Grenada und Alabama       |                                          |                           |                              | 2004                |                     |
| Emily           | | Mexiko (zweimal)                           | Mexiko                    |                                          |                           | Grenada                      | 2005                |                     |
| Katrina         | |                                            | Louisiana und Mississippi |                                          | Florida                   |                              | 2005                |                     |
| Rita            | |                                            | Louisiana                 |                                          |                           |                              | 2005                |                     |
| Wilma           | | Mexiko (zweimal)                           | Florida                   |                                          |                           |                              | 2005                |                     |
| Dean            | Halbinsel Yucatán                                                                                       |                                            |                           | Veracruz                                 |                           |                              | 2007                |                     |
| Felix           | Nicaragua                                                                                               |                                            |                           |                                          |                           | Grenada                      | 2007                |                     |
| Matthew         | | Haiti, Kuba und Bahamas                    |                           |                                          | South Carolina            |                              | 2016                |                     |
| Irma            | Barbuda, Saint Martin, Saint Barthelemy, Ginger Island, Tortola, Little Inagua, Camagüey-Archipel, Kuba | Cudjoe Key (Florida Keys)                  |                           | Florida                                  |                           |                              | 2017                |                     |
| Maria           | Dominica                                                                                                | Puerto Rico                                |                           |                                          |                           |                              | 2017                |                     |
| Michael         | Florida                                                                                                 |                                            |                           |                                          |                           |                              | 2018                |                     |
| Dorian          | Abaco-Inseln & Grand Bahama                                                                             |                                            |                           | Nova Scotia                              | St. Thomas & Outer Banks  |                              | 2019                |                     |
| Ian             | | Florida                                    |                           | Kuba                                     | South Carolina            |                              | 2022                |                     |
| Beryl           | | Grenadinen                                 |                           | Halbinsel Yucatán                        | Texas                     |                              | 2024                |                     |
| Milton          | |                                            | Florida                   |                                          |                           |                              | 2024                |                     |